# Cantón de Bacqueville-en-Caux
El cantón de Bacqueville-en-Caux era una división administrativa francesa, que estaba situada en el departamento de Sena Marítimo y la región de Alta Normandía.

## Composición
El cantón estaba formado por veinticinco comunas:
- Auppegard
- Auzouville-sur-Saâne
- Avremesnil
- Bacqueville-en-Caux
- Biville-la-Rivière
- Brachy
- Gonnetot
- Greuville
- Gruchet-Saint-Siméon
- Gueures
- Hermanville
- Lamberville
- Lammerville
- Lestanville
- Luneray
- Omonville
- Rainfreville
- Royville
- Saâne-Saint-Just
- Saint-Mards
- Saint-Ouen-le-Mauger
- Sassetot-le-Malgardé
- Thil-Manneville
- Tocqueville-en-Caux
- Vénestanville

## Supresión del cantón de Bacqueville-en-Caux
En aplicación del Decreto n.º 2014-266 de 27 de febrero de 2014, el cantón de Bacqueville-en-Caux fue suprimido el 22 de marzo de 2015 y sus 25 comunas pasaron a formar parte del nuevo cantón de Luneray.